# Lamy Vincent
Lamy Vincent, né Vincent Lamy le 3 janvier 1945 à Paris, également connu sous le pseudonyme Eddick Ritchell, mélange de Eddy Mitchell et de Dick Rivers, est un musicien, chanteur et animateur de télévision. Il a fait partie des fondateurs des groupes rock humoristiques Au Bonheur des dames et Odeurs.
En 1982, il présente le magazine hebdomadaire télédiffusé L’Écho des Bananes, consacré au rock.